# かごしま丸

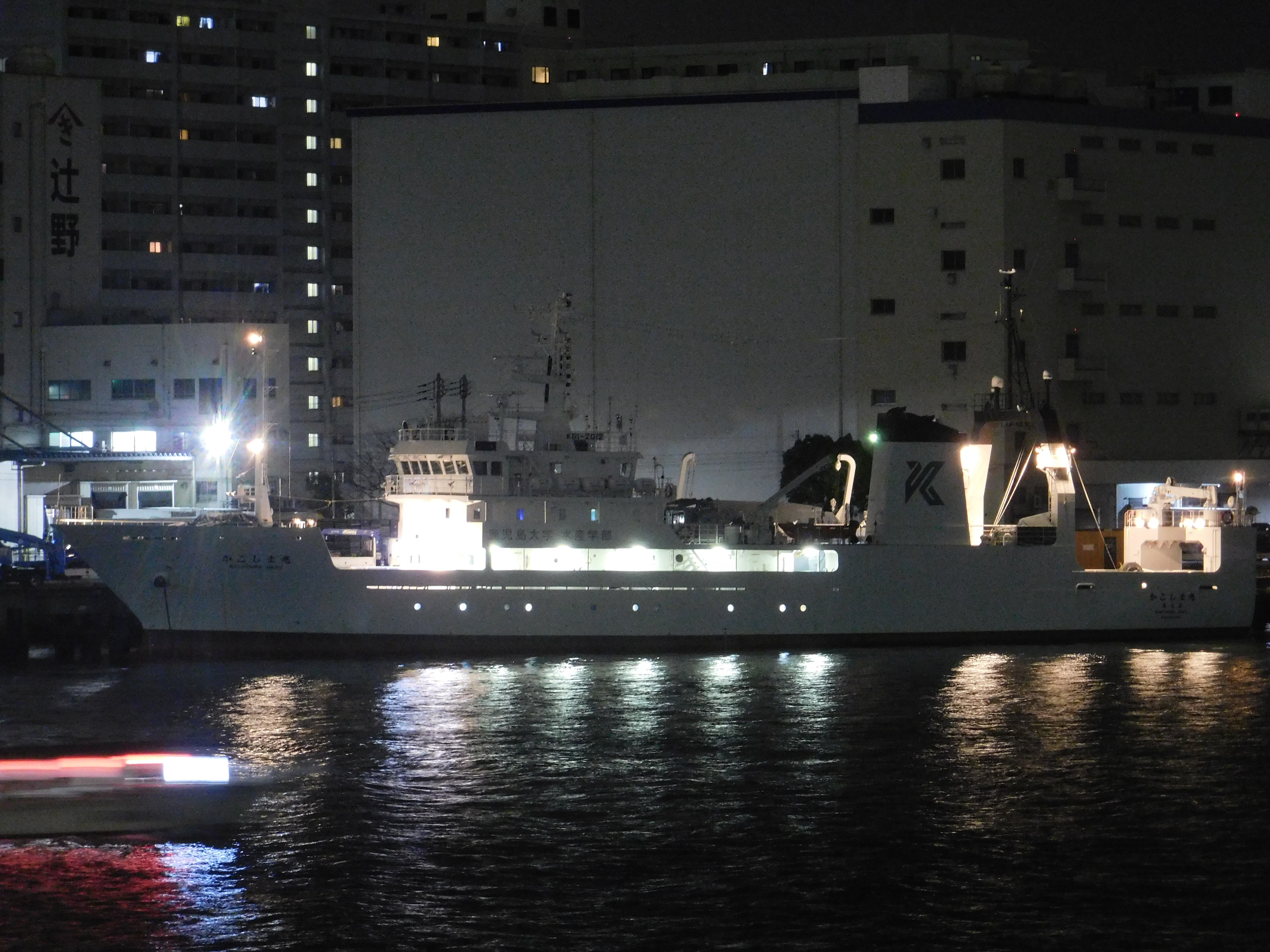
鹿児島大学の練習船かごしま丸4代目 20170223夜に東京の豊海埠頭にて

かごしま丸は、鹿児島大学水産学部が所有する練習船である。1950年（昭和25年）に初代かごしま丸が就役し、現在(2017年時点)は2012年（平成24年）3月に竣工した4代目が運用されている。4代目は2012年のシップ・オブ・ザ・イヤーに選ばれた。

## 初代（1950年～1960年）
鹿児島大学水産学部は、前身である鹿児島県立商船水産学校の頃から実習用の練習船を保有してきた。1927年（昭和2年）には、当時の練習船「霧島丸」が沈没する海難事故を起こし、「日本丸」が建造される契機となった。太平洋戦争終結後に国立鹿児島水産専門学校に改組されると、1947年（昭和22年）に運輸省航海訓練所から戦時標準船「曙丸」（880トン）を練習船として移管されたほか、同年に大蔵省から実習船として「金比羅丸」（移管後に「隼人丸」と改称、11.2トン）、翌年に大蔵省から練習船として旧日本海軍駆潜特務艇だった「新潮丸」（105トン）をそれぞれ移管された。
初代「かごしま丸」は、鹿児島大学の設置後に上記の練習船「曙丸」の代船として整備された船である。鹿児島大学水産学部のウェブサイトによれば、初代「かごしま丸」は1950年（昭和25年）8月に新造された。
ただし、『世界の艦船』によれば、初代「かごしま丸」は旧日本陸軍の「暁辰丸」を西日本重工下関造船所で改装したもので、1950年9月に就役後、1960年（昭和35年）11月まで使用された。「暁辰丸」は太平洋戦争開戦時に香港の黄浦船渠で建造中だったイギリス海軍のバンゴール級掃海艇「ビューリュー」（Beaulieu）を接収して完成させたもので、1944年（昭和19年）に竣工し、日本陸軍により哨戒任務に使用されていた。なお、日本海軍も同じく建造中のバンゴール級を接収して第一〇一号型掃海艇として運用している。

### 主要諸元
- 総トン数：628トン[1]または633トン[2]
- 全長：52.7メートル[2]
- 主機：赤阪鐵工所製320馬力ディーゼルエンジン×2基（改装時にレシプロ機関より換装）[2]
- 速力：13.3ノット[2]
- 信号符号：JGZC[2]
- SCAJAPナンバー：K331[2]

## 2代目（1960年～1981年）
2代目の「かごしま丸」（1038トン）は、1960年（昭和35年）9月15日に新造された。
- 総トン数：1,038.14トン[4]
- 全長：66.05メートル[4]
- 幅：10.8m[4]
- 深さ：5.39m[4]
- 速力：約12.50ノット[4]
- 連続最大速力(試運転時)：14.811ノット[4]
- 航続距離：約13,200マイル[4]
- 定員 95名(乗組員42,教官5,学生48)[4]
- 動力 阪神T6TS型堅単動4サイクル自己逆転過給機付デーゼル機関 1,700ps x 245rpm 1基 日立造船向島工場[4]
- プロペラ  エロフォイル断面4翼1体式[4]
- 呼出符号(コールサイン) JABM[4]
- IMO番号
- 船舶番号 85926[4]
- 船価 3億4999万9000円[4]

## 3代目（1981年～2012年）
3代目の「かごしま丸」（1292.75トン）は、1981年（昭和56年）10月に新造された。
- 総トン数：1,297トン[5]
- 国際総トン数：1,284トン[6]
- 全長：69.27メートル[5]
- 幅：12.6m[5]
- 深さ：5.45m[5]
- 主機：3,200kW[6]

## 4代目（2012年～）

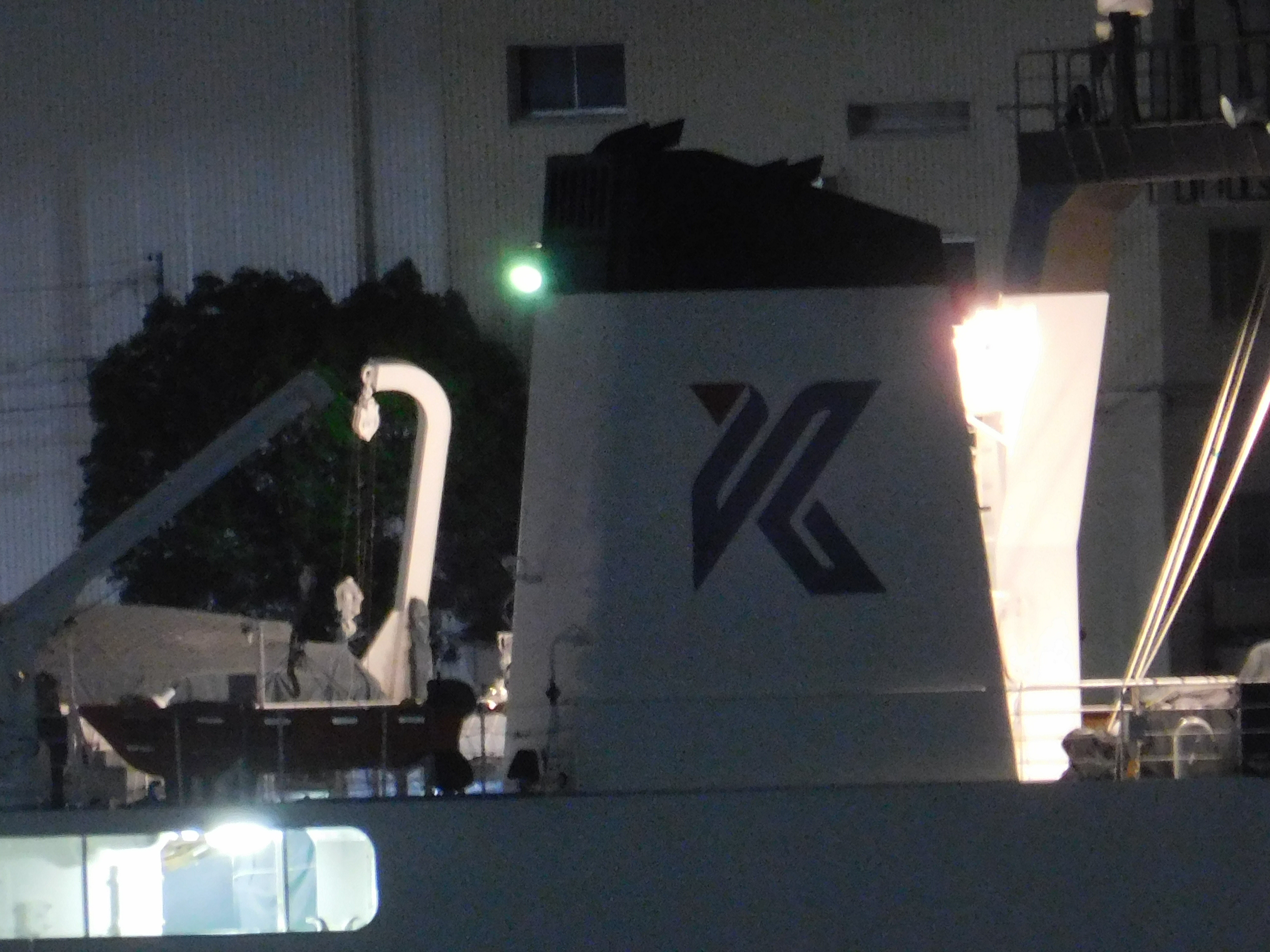
鹿児島大学の練習船かごしま丸4代目の煙突 20170223夜に東京の豊海埠頭にて

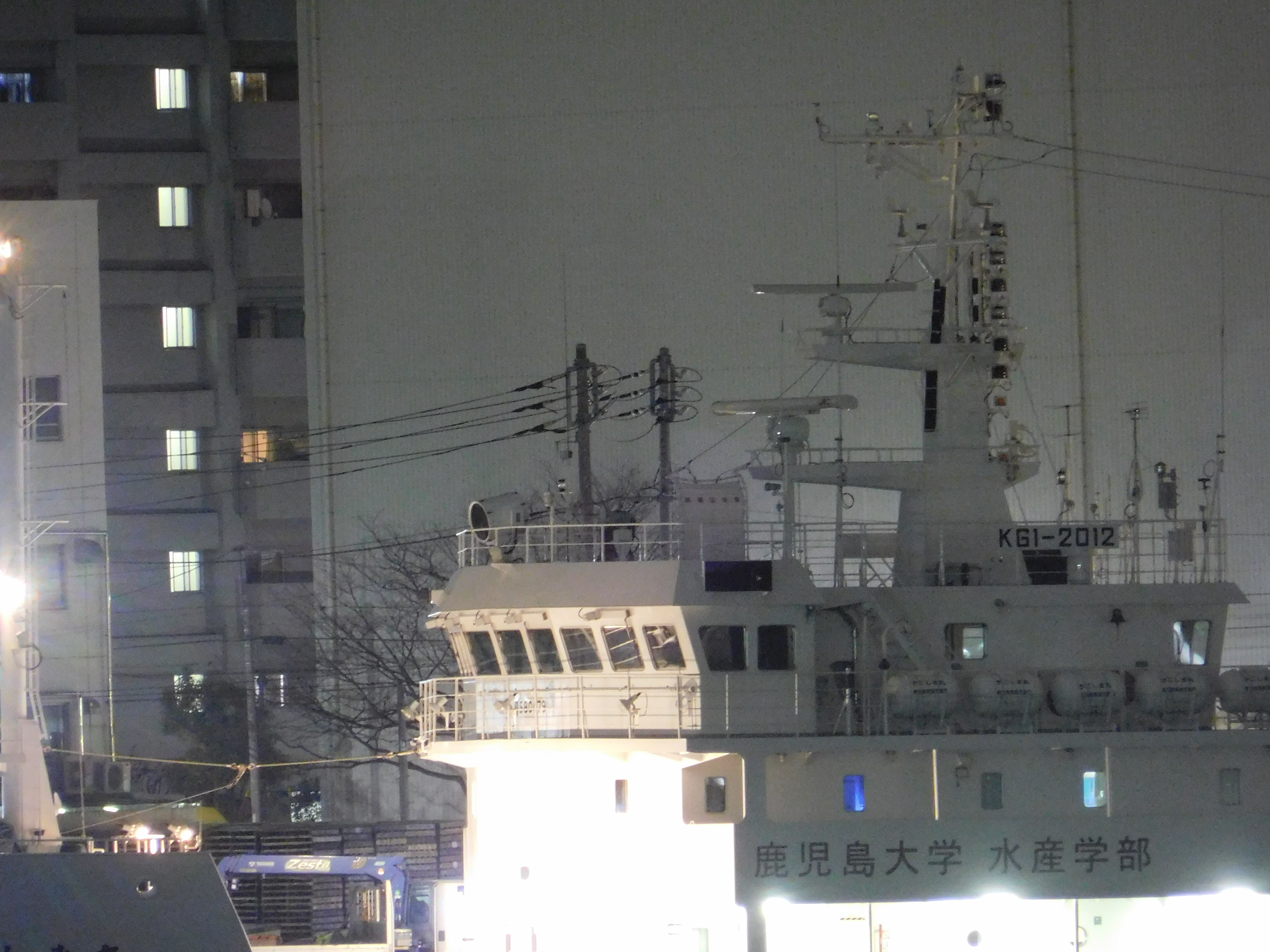
鹿児島大学の練習船かごしま丸4代目の船橋 20170223夜に東京の豊海埠頭にて

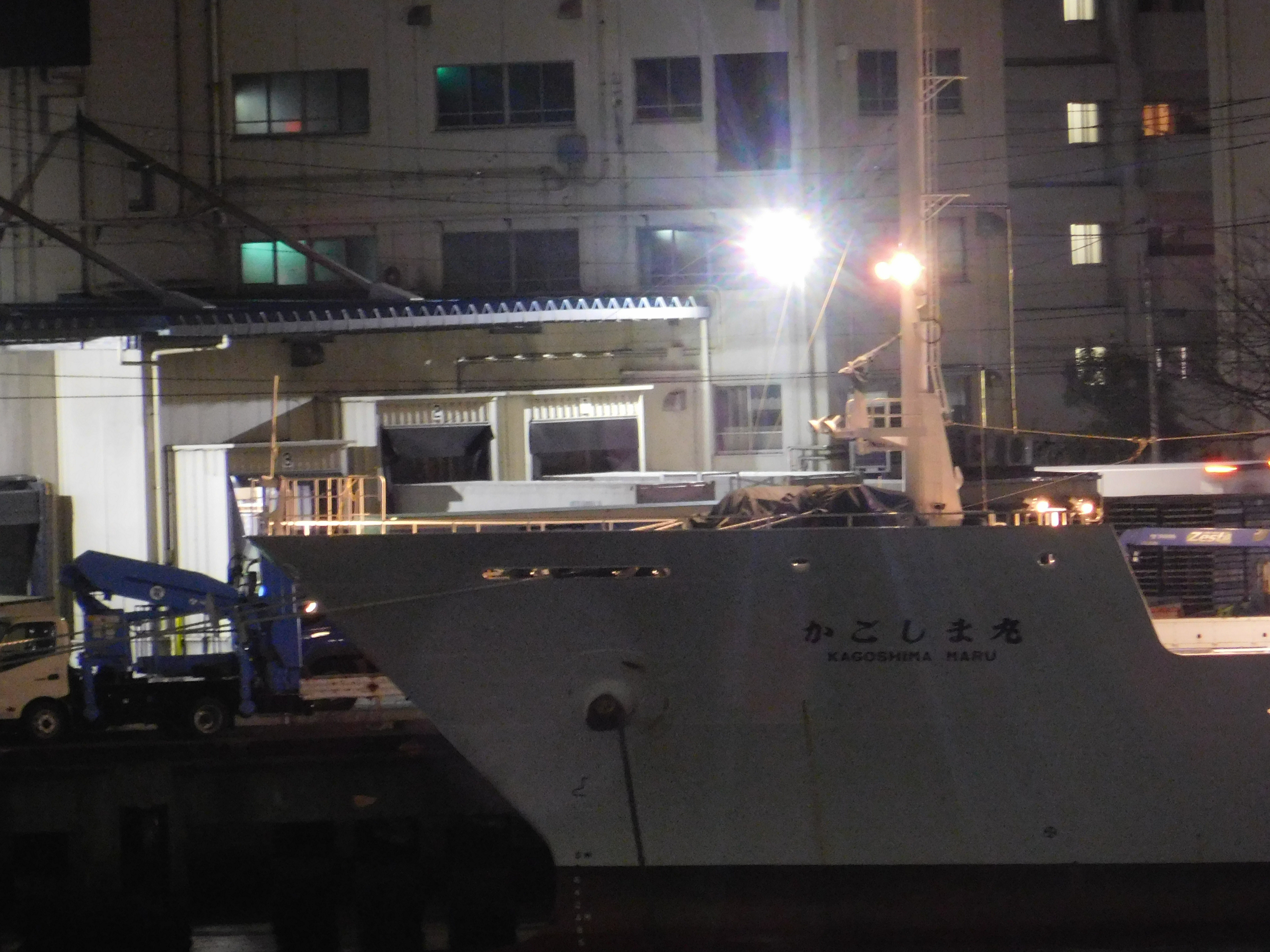
鹿児島大学の練習船かごしま丸4代目の船首 20170223夜に東京の豊海埠頭にて

4代目の「かごしま丸」（935トン）は、2012年（平成24年）3月30日に新造された。日本沿岸から近海そして北西太平洋などの遠洋区域を実習海域として1週間から50日程度の中長期航海を行っている。2012年のシップ・オブ・ザ・イヤー漁船・作業船部門を受賞している。

### 主要諸元
- 国際総トン数：1,284トン[1]
- 総トン数：935トン[7]
- 全長：66.92メートル[7]
- 幅：12.10m[7]
- 深さ：4.60m[5]
- 主発電機：大洋電機 FE547C-8 937.5kVA x 900min-1×4基[7]
- 主発電機関：ヤンマー 6EY19ALW 800kWx900min-1×4基[7]
- 推進器：新潟原動機 ZP-31CP[7]
- プロペラ：コルトノイズ付き4翼可変ピッチ×2基[7]
- 速力：約12.5ノット[7]
- 最大速力(試運転時)：13.56ノット[7]
- 航続距離：約7,200マイル[7]
- 定員 72名(乗組員28,教官4,学生40)[7]
- 呼出符号(コールサイン) 7JJW[8][9]
- IMO番号 9580479[9]
- MMSI番号